# Совершенное поле
В общей алгебре, поле k называется совершенным если выполняется одно из следующих эквивалентных условий:
1) Любой неприводимый многочлен над k имеет различные корни в алгебраическом замыкании k.
2) Каждое конечное расширение k является сепарабельным.
3) Каждое алгебраическое расширение k является сепарабельным.
4) k имеет характеристику 0 либо k имеет характеристику p > 0 и каждый элемент k является p-й степенью.
5) k имеет характеристику 0 либо k имеет характеристику p > 0 и эндоморфизм Фробениуса является автоморфизмом.
6) k совпадает со множеством неподвижных точек k-автоморфизмов алгебраического замыкания k.
В противном случае поле называется несовершенным.
Совершенные поля полезны тем, что теория Галуа над ними становится значительно проще, так как условие сепарабельности расширений поля выполняется автоматически.
Более общо, кольцо характеристики p называется совершенным, если эндоморфизм Фробениуса для него является автоморфизмом. (В случае целостных колец это эквивалентно условию "каждый элемент является p-й степенью).

## Примеры
- Все поля характеристики ноль являются совершенными, например, поле рациональных чисел.
- Все конечные поля.
- Все алгебраически замкнутые поля.
- Алгебраические расширения совершенного поля также являются совершенными.

Большинство полей, появляющихся на практике, совершенные. Примеры несовершенных полей доставляет алгебраическая геометрия в характеристике p > 0. Например, поле рациональных функций от одной переменной над полем характеристики p является несовершенным, так как в этом поле отсутствует p-й корень из x.

## Совершенное замыкание
В характеристике p > 0 можно «сделать» поле k совершенным, добавив к нему корни pr-й степени (r≥1) из всех элементов. Получившееся поле называется совершенным замыканием k и обычно обозначается {\displaystyle k^{p^{-\infty }}}.
В терминах универсального свойства, совершенное замыкание кольца {\displaystyle A} характеристики {\displaystyle p} — это совершенное кольцо {\displaystyle A_{p}} характеристики {\displaystyle p} вместе с гомоморфизмом колец {\displaystyle u:A\to A_{p}}, таким что для любого совершенного кольца {\displaystyle B} характеристики {\displaystyle p} с гомоморфизмом {\displaystyle v:A\to B} существует единственный гомоморфизм {\displaystyle f:A_{p}\to B}, такой что {\displaystyle v=f\circ u}. Совершенное замыкание существует для любого кольца, следовательно, функтор совершенного замыкания существует и является левым сопряженным забывающего функтора из категории совершенных колец в категорию колец.